# Vivaro Romano
Vivaro Romano est une commune de la ville métropolitaine de Rome Capitale, dans la région Latium, en Italie.

## Administration
| Période                                  | Période | Identité | Étiquette | Qualité |
| ---------------------------------------- | ------- | -------- | --------- | ------- |
|                                          |         |          |           |         |
| Les données manquantes sont à compléter. |         |          |           |         |

### Communes limitrophes
Carsoli, Oricola, Orvinio, Pozzaglia Sabina, Turania, Vallinfreda.